# Erik Bryggman
Erik William Bryggman  (7 février 1891 à Turku en Finlande - 21 décembre 1955 à Turku) est l'un des tout premiers architectes fonctionnalistes de Finlande.

## Carrière
Erik Bryggman reçoit son diplôme d'architecte de l'école supérieure technique d’Helsinki en 1916.
Puis il travaille à Helsinki avec Sigurd Frosterus, Armas Lindgren et Valter Jung avant de fonder son propre cabinet à Turku en 1923.
C'est un petit cabinet de 4–5 concepteurs.
Y travailleront entre-autres Pekka Pitkänen et Olli Kestilä qui terminera les projets d'Erik Bryggman après sa mort.

## Ouvrages principaux
| Bâtiment                                             | Image | Année       | Lieu                          | Réf. |
| ---------------------------------------------------- | ----- | ----------- | ----------------------------- | ---- |
| Maison Haartman                                      |       | 1926        | Kantakaupunki, Naantali       |      |
| Immeuble Atrium                                      |       | 1927        | Quartier VII, Turku           |      |
| Hospits Betel                                        |       | 1929        | Quartier VII, Turku           |      |
| Villa Solin (fi)                                     |       | 1929        | Katariina, Turku              |      |
| Bibliothèque de l'académie d'Åbo                     |       | 1935        | Turku                         |      |
| Institut finlandais des Sports                       |       | 1936 à 1940 | Vierumäki, Heinola            |      |
| Habitations de Pansio                                |       | 1946–1948   | Pansio, Turku                 |      |
| Villa Staffans                                       |       | 1940        | Kakskerta                     |      |
| Maisons des étudiants de Turku (fi)                  |       | 1952–1955   | Turku                         |      |
| Piscine de Turku                                     |       | 1954        | Turku                         |      |
| Centrale électrique d'Harjavalta (fi)                |       | 1937-1939   | Harjavalta                    |      |
| Chapelle funéraire de Metsola (fi)                   |       | 1956        | Lohja                         |      |
| Chapelle funéraire de Honkanummi                     |       | 1955        | cimetière d'Honkanummi Vantaa |      |
| Chapelle funéraire de Ristikangas (fi)               |       | 1957        | Lappeenranta                  |      |
| Chapelle de la Résurrection de Turku                 |       | 1939-1941   | Turku                         |      |
| Kiosque des paris de l'ancien hippodrome de Kupittaa |       | 1902        | Kupittaa, Turku               |      |
| Chapelle funéraire de Parainen                       |       | 1929-1930   | Parainen                      |      |